# Rohle
Rohle (en allemand : Rohle) est une commune du district de Šumperk, dans la région d'Olomouc, en République tchèque. Sa population s'élevait à 619 habitants en 2023.

## Géographie
Rohle se trouve à 11 km à l'est-sud-est de Zábřeh, à 14 km au sud-sud-est de Šumperk, à 35 km au nord-ouest d'Olomouc et à 186 km à l'est-sud-est de Prague.
La commune est limitée par Brníčko et Dlouhomilov au nord, par Libina et Kamenná à l'est, par Klopina et Úsov au sud, et par Police, Hrabová et Lesnice à l'ouest.

## Histoire
La première mention écrite de la localité date de 1344.

## Administration
La commune se compose de trois sections :
- Rohle
- Janoslavice
- Nedvězí

## Galerie

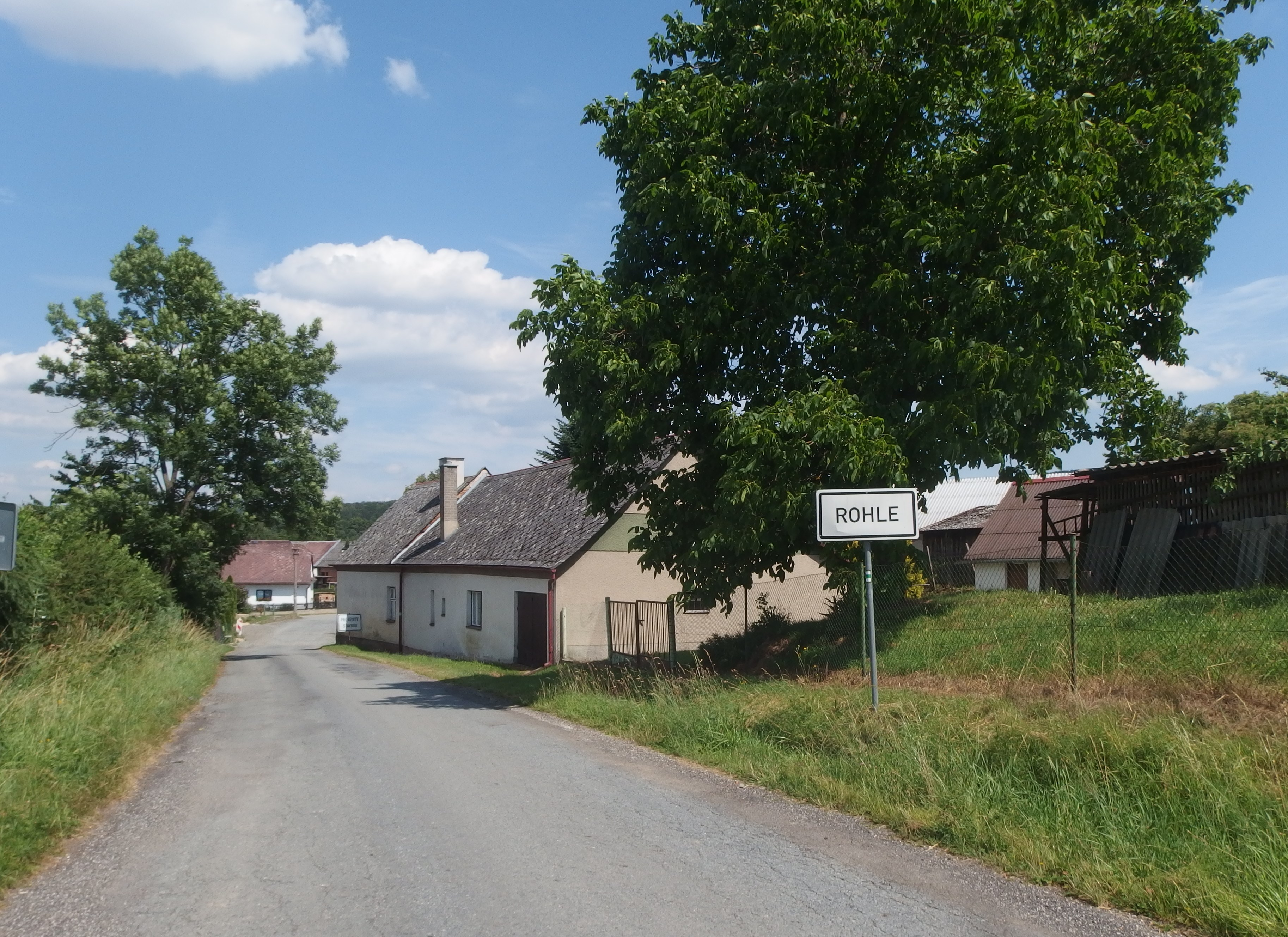
Entrée de Rohle.
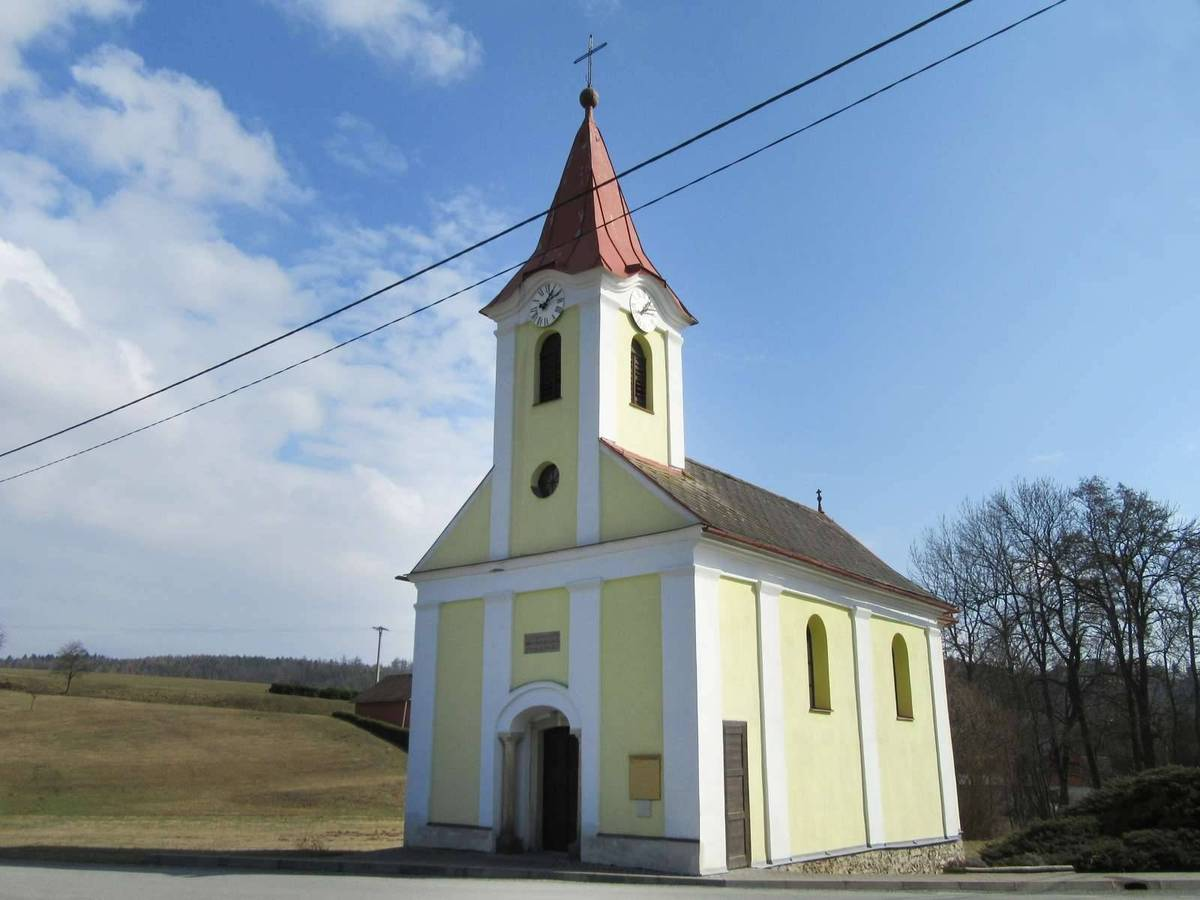
Chapelle à Janoslavice.

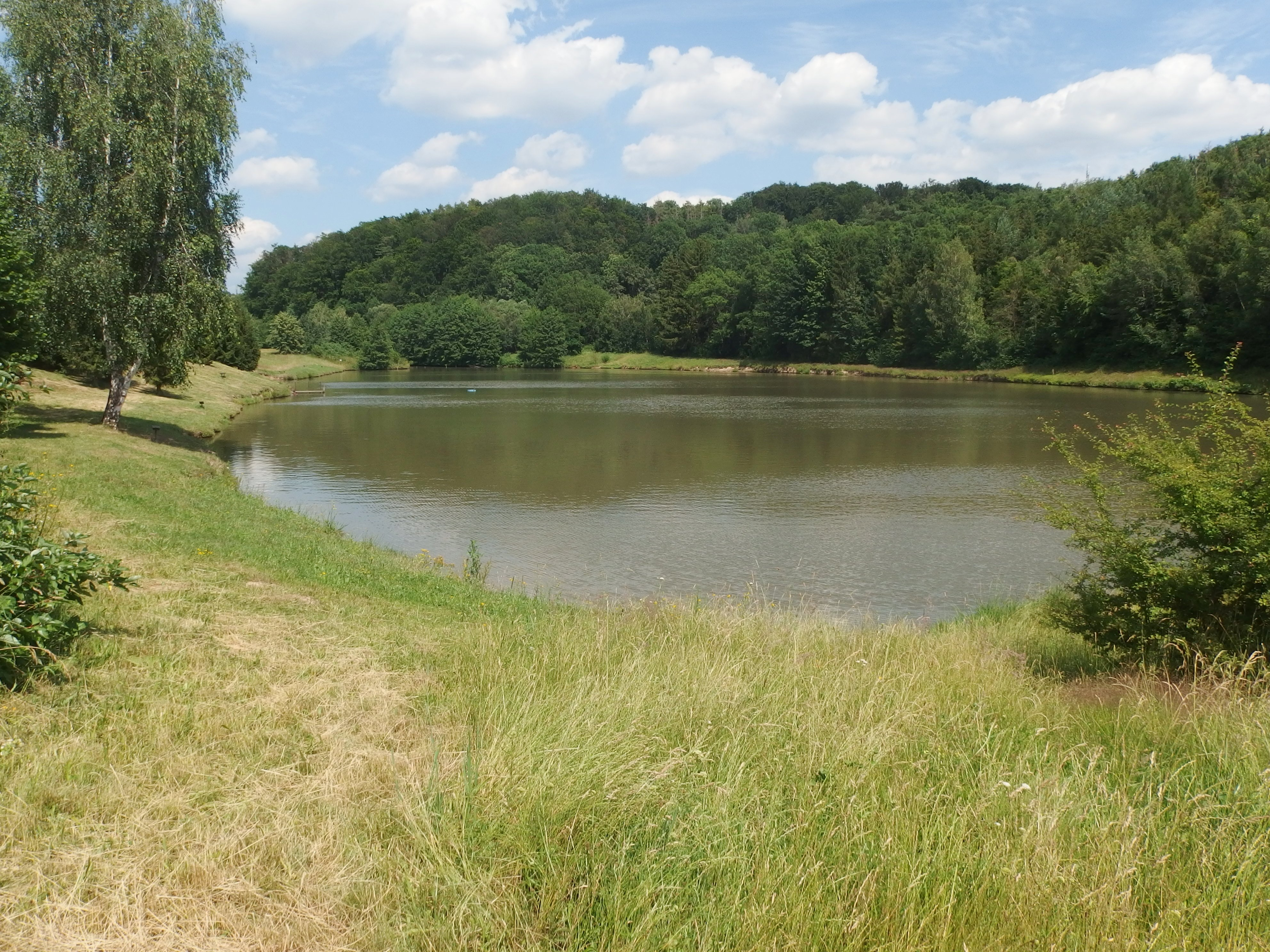
Réservoir Kamenná.
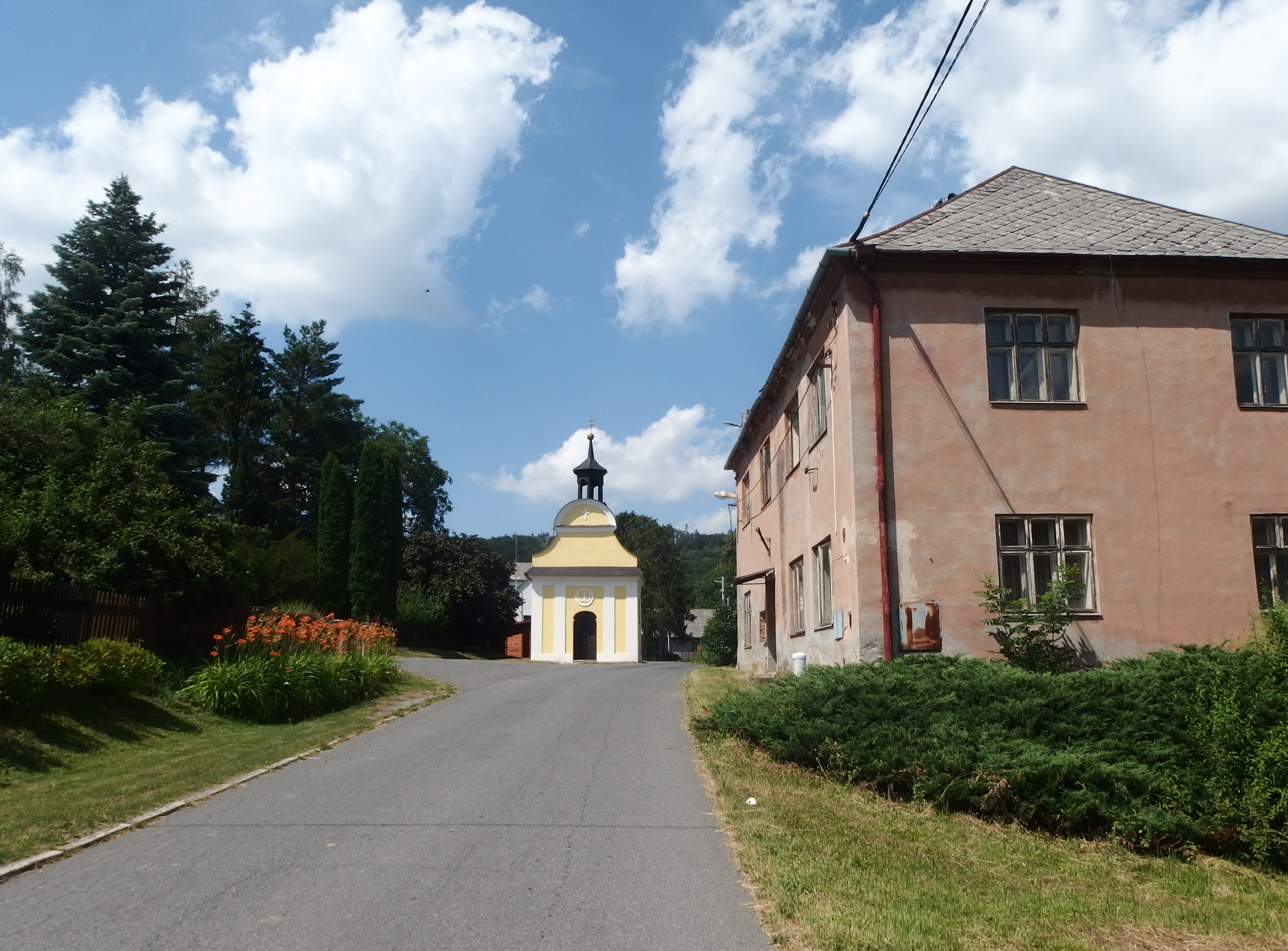
Nedvězí.

## Transports
Par la route, Rohle se trouve à 14 km de Zábřeh, à 21 km de Šumperk, à 41 km d'Olomouc et à 228 km de Prague.